# Battaglia di Dara
La battaglia di Dara vide contrapposti Bizantini e Persiani nel 530. Fu uno degli eventi della guerra iberica (526-532).

## Fonti
La fonte principale per la storia del conflitto e per la descrizione della battaglia è lo storico bizantino Procopio di Cesarea che fu anche testimone oculare dello scontro in quanto consigliere del generale bizantino Belisario. La sua versione è quella più completa e dettagliata dalla quale probabilmente derivano sia quella più stringata di Giovanni Malalas che quella più tarda di Teofane Confessore.

## Antefatti
L'impero bizantino era in guerra con quello persiano dal 507, probabilmente a causa del tentativo di Kavad I di convertire il regno d'Iberia, a maggioranza cristiana, allo Zoroastrismo. Il re degli iberi fuggì chiedendo aiuto all'imperatore bizantino Giustino I. Inizialmente i persiani tentarono di mantenere la neutralità dei bizantini offrendo a Giustino di adottare il terzo figlio di Kavad, Cosroe. I Bizantini rifiutarono inviando nell'Armenia persiana Settias e Belisario che tuttavia vennero respinti. Dopo la morte di Giustino nel 527, il suo successore Giustiniano tentò di negoziare una tregua, i persiani risposero con l'invio di una nuova armata.

## Luogo

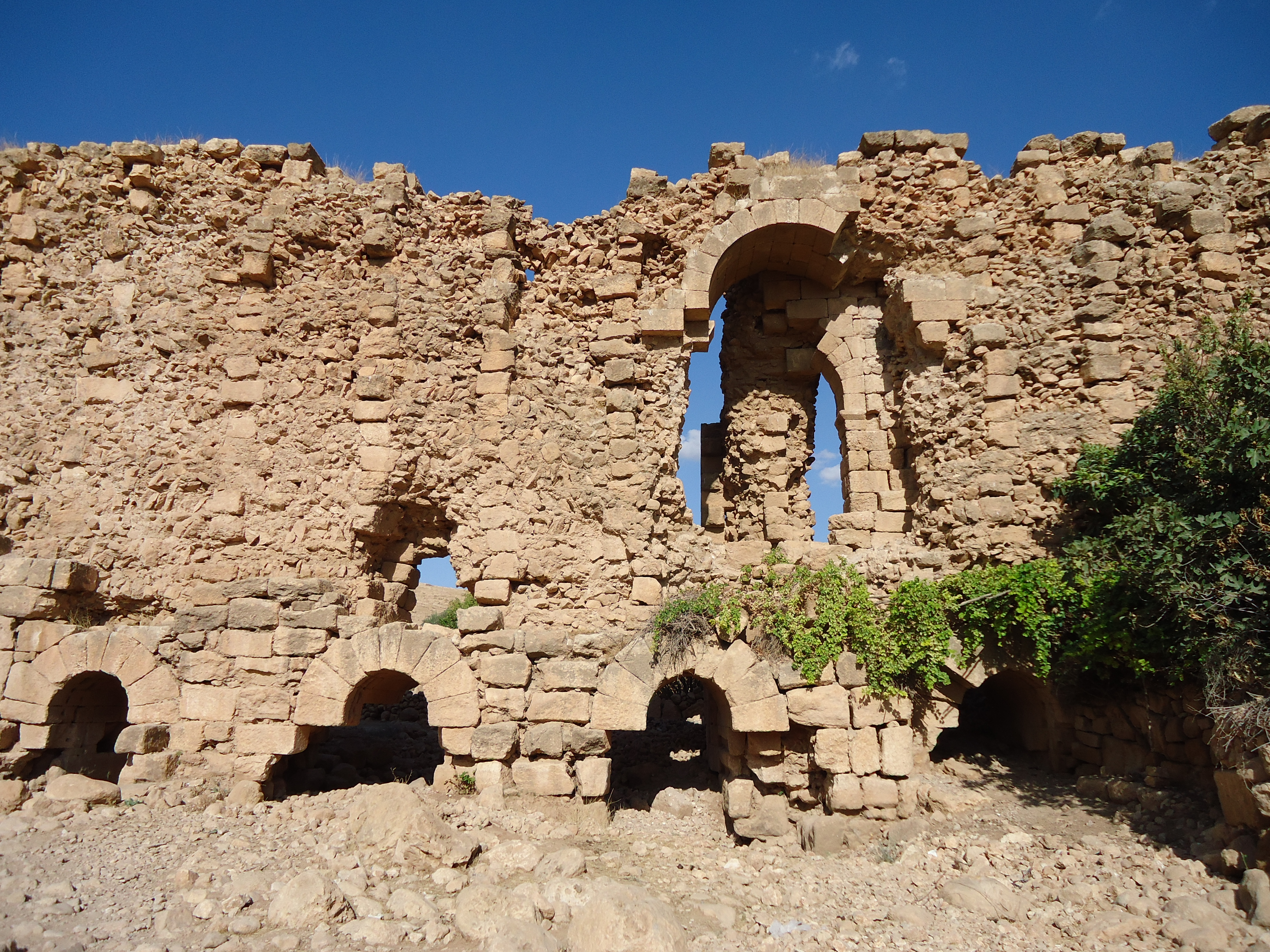
Rovine della fortificazione giustiniana a Dara

La battaglia si svolse nei pressi della fortezza bizantina di Dara, posta sul confine nord della Mesopotamia, a soli 27km dalla roccaforte persiana di Nisibis.
I bizantini vi avevano radunato un esercito di 25 000 uomini sotto il comando di Belisario e del suo vice Ermogene. La battaglia si svolse in campo aperto, il motivo per cui i bizantini non si servirono delle difese della roccaforte non è chiaro, probabilmente i soldati erano troppo numerosi per essere ospitati all'interno della fortezza di Dara; secondo un'altra teoria i bizantini non si fidavano molto delle fortificazioni per resistere ad un assedio ben organizzato.
Le fonti antiche concordano nel collocare lo scontro fuori le mura di Dara, più precisamente a sud, l'unica via da cui un esercito potesse attaccare facilmente la città. Dara è infatti circondata da basse colline su tutti i lati, solo da sud una pianura, a sua volta fiancheggiata da piccoli rilievi, consente l'accesso a una grande armata. È qui che con ogni probabilità Belisario schierò i suoi uomini e fece scavare una trincea con vari passaggi per ostacolare l'avanzata nemica e consentire rapidi contrattacchi, mentre le basse colline avrebbero impedito accerchiamenti della pericolosa cavalleria persiana.

## Forze in campo
Belisario ed Ermogene avevano a disposizione un esercito di 25 000 uomini che comprendeva fanti e cavalieri bizantini, un contingente di arcieri a cavallo eruli sotto il comando di Fara, 300 cavalieri unni comandati da Sunicas e Aigan, altri 600 unni a cavallo guidati da Simmas e Ascan. La cavalleria bizantina era comandata da Giovanni figlio di Niceta e dai suoi ufficiali Cirillo, Doroteo, Marcello e Germano.
I persiani erano comandati da Perozes e disponevano di una forza di attacco di 40 000 uomini nella quale erano presenti anche gli Immortali, cavalleria pesante, arcieri a cavallo, arcieri e fanti. Dopo il primo giorno di scontri quest'armata venne rinforzata da altri 10 000 uomini, non meglio identificati, fatti arrivare dalla fortezza persiana di Nisibis.

## La battaglia
I bizantini schierarono al centro la loro fanteria, dietro di loro Belisario ed Ermogene con una riserva composta dai bucellarii. Subito a sinistra della fanteria il contingente di Fara affiancato da una forza di cavalleria ancora più consistente sotto il comando di Bouzes. Ai lati della fanteria, dove la trincea romana piegava ad angolo retto, si schierarono gli unni di Sunicas e Agian sulla sinistra e sulla destra quelli di Simmas e Ascan. Giovanni e la cavalleria bizantina tenevano il fianco destro.
I persiani avevano disposto le loro truppe su due linee con il centro sotto il comando diretto di Perozes, il fianco sinistro sotto quello di Baresmanas, il destro sotto quello di Pityaxes.
Il primo giorno di battaglia gli eserciti furono impegnati in semplici scaramucce. Ebbero luogo alcuni duelli tra i campioni dei due eserciti, uno in particolare coinvolse un cavaliere persiano che sfidò a duello chiunque volesse combattere, dei romani nessuno rispose se non uno schiavo di Bouzes di nome Andrea che era stato addestrato al combattimento, lo schiavo riuscì ad uccidere non uno ma due sfidanti. Dopo tali vicende i persiani si ritirarono nel loro campo presso Ammodius.
Il secondo giorno i persiani ricevettero i 10 000 rinforzi da Nisibis. L'unico cambiamento nello schieramento fu che i bizantini nascosero i cavalieri eruli di Fara dietro una collinetta sul loro fianco sinistro, in modo da poter attaccare il nemico ai fianchi o alle spalle. I persiani iniziarono lo scontro con un intenso scambio di frecce, nonostante il numero di gran lunga superiore di arcieri furono svantaggiati dal vento contrario e l'azione venne sospesa senza reali conseguenze per l'esito dello scontro.
A questo punto Perozes ordinò l'attacco generale. L'ala destra persiana caricò i cavalieri di Bouzes ma l'attacco combinato su entrambi i fianchi condotto dagli eruli, nascosti dietro la collina, e dagli unni di Sunicas e Aigan mandò in rotta l'ala destra persiana che si ritirò verso la loro seconda linea. Perozes decise di cambiare strategia e concentrò una seconda carica contro l'ala destra bizantina controllata da Giovanni. L'attacco persiano fu guidato da Baresmanas alle cui truppe si aggiunsero anche gli Immortali. I cavalieri di Giovanni vennero travolti e si ritirarono ma Belisario ordinò subito un contro attacco inviando la fanteria e tutta la cavalleria unna. La contromossa spezzò l'avanzata persiana in due tronconi, i cavalieri persiani all'inseguimento delle truppe di Giovanni in ritirata si trovarono separati dal resto dell'esercito, resisi conto della situazione si voltarono per attaccare i Romani alle spalle ma furono ingaggiati dalla cavalleria di riserva di Belisario e dagli uomini di Giovanni che, riorganizzatisi, erano tornati a combattere. Questo fu il momento che decise la battaglia, Baresmanas venne ucciso, gli Immortali ruppero i ranghi e iniziarono la ritirata, a questo punto tutta l'armata persiana fuggì inseguita dai bizantini che tuttavia vennero poco dopo richiamati da Belisario.

## Conseguenze
La vittoria fu la prima da lungo tempo in cui un'armata bizantina, per giunta inferiore di numero, riuscì a sconfiggere una persiana. In ogni caso non fu decisiva per l'esito del conflitto, solo un anno dopo i bizantini vennero sconfitti nella Battaglia di Callinicum e costretti a pagare tributi ingenti.
Dara tuttavia rimase un punto cruciale e fonte di discordia tra i due imperi, Cosroe I tentò di conquistarla senza successo nel 540 e nel 544, solo nel 573 i persiani furono in grado di catturare la fortezza. Tale evento ebbe grandi ripercussioni a corte, tanto che pare aver portato alla pazzia Giustino II. Maurizio fu in grado di riconquistare Dara nel 584 ma già nel 604 Cosroe II saccheggiò e questa volta distrusse la città. I bizantini la ricostruirono nel 628 ma nel 639 cadde in mano araba. Da allora i bizantini riuscirono a saccheggiarla nel 942 e nel 958 ma non furono mai più in grado di mantenerla nei loro domini.

## La battaglia nei media
La battaglia di Dara è stata rappresentata nel 2005 dalla serie TV Time Commanders.
Nel videogioco strategico Total war:Attila, è giocabile la battaglia storica di Dara, comandando Belisario ed il suo esercito.